# 東日本大震災復興対策本部
東日本大震災復興対策本部（ひがしにほんだいしんさいふっこうたいさくほんぶ）は、かつて存在した日本の行政機関。

## 概要
東日本大震災復興基本法11条以下に基づき、2011年6月24日に内閣に置かれた。本部長である内閣総理大臣の下に、副本部長、本部員、幹事などの役職のほか、事務局、現地対策本部が置かれた。また、本部の下には、東日本大震災復興構想会議などが置かれた。
2012年2月10日の復興庁の設置の際に廃止され、本部並びに現地対策本部、東日本大震災復興構想会議等及びその他の本部に置かれる組織の機能は、復興庁及びこれに置かれる組織に引き継がれた。

## 構成員・組織

### 構成員
本部長
内閣総理大臣（本部の「主任の大臣」）
副本部長
内閣官房長官
東日本大震災復興対策担当大臣（内閣総理大臣の命を受けて、東日本大震災からの復興のための施策の推進に関し内閣総理大臣を助けることをその職務とする国務大臣）
本部員
1. 本部長及び副本部長以外の全ての国務大臣
2. 内閣官房副長官、関係府省の副大臣若しくは大臣政務官又は国務大臣以外の関係行政機関の長のうちから、内閣総理大臣が任命する者

幹事
関係行政機関の職員のうちから、内閣総理大臣が任命する者。具体的には、
- 内閣法制次長
- 内閣府事務次官
- 警察庁長官
- 金融庁長官
- 消費者庁長官
- 総務事務次官
- 法務事務次官
- 外務事務次官
- 財務事務次官
- 文部科学事務次官
- 厚生労働事務次官
- 農林水産事務次官
- 経済産業事務次官

### 組織
現地対策本部
現地対策本部に現地対策本部長を置き、関係府省の副大臣、大臣政務官その他の職を占める者のうちから内閣総理大臣が任命する者をもって充てる。現地対策本部に現地対策本部員を置き、国の関係地方行政機関の長その他の職員のうちから内閣総理大臣が任命する者をもって充てる。
事務局
事務局には、事務局長その他の職員を置く。また、現地対策本部には現地対策本部事務局を置く。
東日本大震災復興構想会議
本部の下に、東日本大震災復興構想会議が置かれる。この会議は、本部長の諮問に応じて、東日本大震災からの復興に関する重要事項を調査審議し、及びこれに関し必要と認める事項を本部長に建議すること、東日本大震災からの復興のための施策の実施状況を調査審議し、必要があると認める場合に本部長に意見を述べることなどを所掌事務とする。会議の議長及び委員は、関係地方公共団体の長及び優れた識見を有する者のうちから、内閣総理大臣が任命する。
原子力発電施設の事故による災害を受けた地域の復興に関する合議制の機関
原子力発電施設の事故による災害を受けた地域の復興に関する重要事項について、当該災害の復旧の状況等を踏まえ、特別に調査審議を行わせるため必要があると認められるときは、政令で定めるところにより、本部に、関係地方公共団体の長及び原子力関連技術、当該災害を受けた地域の経済事情等に関し優れた識見を有する者で構成される合議制の機関を置くことができる。この場合において、当該機関による調査審議は、東日本大震災復興構想会議による調査審議の結果を踏まえて行われなければならない。
本大震災からの復興のための施策の実施の推進及びこれに関する総合調整に関する事務。
1. 前二号に掲げるもののほか、法令の規定により本部に属させられた事務。

資料の提出その他の協力の要請
東日本大震災復興構想会議及び前条に規定する合議制の機関（東日本大震災復興構想会議等）は、その所掌事務を遂行するため必要があると認めるときは、関係行政機関又は関係のある公私の団体に対し、資料の提出、意見の表明、説明その他の必要な協力を求めることができる。東日本大震災復興構想会議等は、その所掌事務を遂行するため特に必要があると認めるときは、前項に規定する者以外の者であって調査審議の対象となる事項に関し識見を有する者に対しても、必要な協力を依頼することができる。